# Cyclophiline C
La cyclophiline C est une protéine appartenant à la famille des cyclophilines ayant une activité de Peptidyl prolyl isomérase. Son gène est le PPIC situé sur le chromosome 5 humain.
Il est essentiellement exprimé au niveau des reins.

## Rôles
Comme les autres peptidyl prolyl isomérases, elle permet la transformation de certaines protéines de la forme trans à la forme cis, modulant leur activité.
Elle se lie à une glycoprotéine de 77 Kdaltons, appelée le CyCAP (« cyclophilin C associated protein », son mode d'action nécessitant cette liaison. Elle active alors la fonction phagocytaire des macrophages et diminue la réaction inflammatoire. 
Elle intervient dans la dégradation de l'ADN et dans l'apoptose.
La liaison avec le CyCAP est inhibée par la cyclosporine A qui inactive l'action de la cyclophiline C.